# Marco Hangl
Marco Hangl (ur. 20 kwietnia 1967 w Samnaun) – szwajcarski narciarz alpejski. Zajął 6. miejsce w supergigancie na igrzyskach w Albertville. Najlepszym wynikiem Hangla na mistrzostwach świata było 13. miejsce w supergigancie podczas mistrzostw w Sierra Nevada w 1996. Najlepsze wyniki w Pucharze Świata osiągnął w sezonie 1991/1992, kiedy to zajął 41. miejsce w klasyfikacji generalnej.
Jego brat, Martin Hangl, również uprawiał narciarstwo alpejskie.

## Sukcesy

### Puchar Świata

#### Miejsca w klasyfikacji generalnej
- 1991/1992 – 41.
- 1992/1993 – 45.
- 1993/1994 – 66.
- 1994/1995 – 60.
- 1995/1996 – 86.

#### Miejsca na podium
1. Megève – 1 lutego 1992 (supergigant) – 2. miejsce